# Inga Swenson
Pour les articles homonymes, voir Swenson.
Inga Swenson est une actrice américaine, née le 29 décembre 1932 à Omaha (Nebraska) et morte le 23 juillet 2023 à Los Angeles.

## Biographie
Au théâtre, Inga Swenson joue notamment à Broadway (New York), où elle débute en 1956 dans une revue. Là, suivent entre autres la pièce Peer Gynt d'Henrik Ibsen (1960, avec Fritz Weaver dans le rôle-titre) et la comédie musicale 110 in the Shade (en), sur une musique d'Harvey Schmidt (en) (1963-1964, avec Will Geer et Lesley Ann Warren).
Pour sa dernière apparition à Broadway en 1965, elle tient le rôle d'Irène Adler dans la comédie musicale Baker Street – A Musical Adventure of Sherlock Holmes (en) (d'après les écrits d'Arthur Conan Doyle), où elle retrouve Fritz Weaver personnifiant Sherlock Holmes, aux côtés de Martin Gabel interprétant le professeur Moriarty.
Sa prestation dans 110 in the Shade précitée lui vaut en 1964 une nomination au Tony Award de la meilleure actrice dans une comédie musicale (qu'elle ne gagne pas).
Au cinéma, Inga Swenson contribue à seulement cinq films américains, les deux premiers sortis en 1962 étant Tempête à Washington d'Otto Preminger (avec Henry Fonda et Charles Laughton) et Miracle en Alabama d'Arthur Penn (avec Anne Bancroft et Patty Duke).
Son troisième film est Viol et Châtiment de Lamont Johnson (1976, avec Margaux et Mariel Hemingway). Le cinquième, dans un petit rôle non crédité, est La Fureur sauvage de Richard Lang (1980, avec Charlton Heston et Brian Keith).
Pour la télévision, elle tourne cinq téléfilms diffusés entre 1961 et 1987. S'y ajoutent trente-quatre séries de 1957 à 1998, dont Bonanza (deux épisodes, 1962-1963), Barnaby Jones (deux épisodes, 76-1978) et la mini-série Nord et Sud (douze épisodes, 1985-1986).

## Théâtre à Broadway (intégrale)
- 1956 : New Faces of 1956, revue, musique, lyrics et sketches de divers auteurs : rôles divers, dont Tina et Mlle Blue Fish
- 1957 : The First Gentleman de Norman Ginsbury, mise en scène de Tyrone Guthrie : la princesse Charlotte
- 1960 : Peer Gynt d'Henryk Ibsen : Solveig
- 1960-1963 : Camelot, comédie musicale, musique de Frederick Loewe, lyrics et livret d'Alan Jay Lerner, mise en scène de Moss Hart, chorégraphie d'Hanya Holm, décors d'Oliver Smith : Guenièvre (doublure)
- 1963-1964 : 110 in the Shade, comédie musicale, musique d'Harvey Schmidt, lyrics de Tom Jones, livret de N. Richard Nash (d'après sa pièce The Rainmaker), mise en scène de Joseph Anthony, chorégraphie d'Agnes de Mille, décors d'Oliver Smith : Lizzie Curry
- 1965 : Baker Street – A Musical Adventure of Sherlock Holmes, comédie musicale, musique et lyrics de Marian Grudeff et Raymond Jessel, livret de Jerome Cooper Smith (d'après les écrits d'Arthur Conan Doyle), mise en scène d'Harold Prince, décors d'Oliver Smith : Irène Adler

## Filmographie

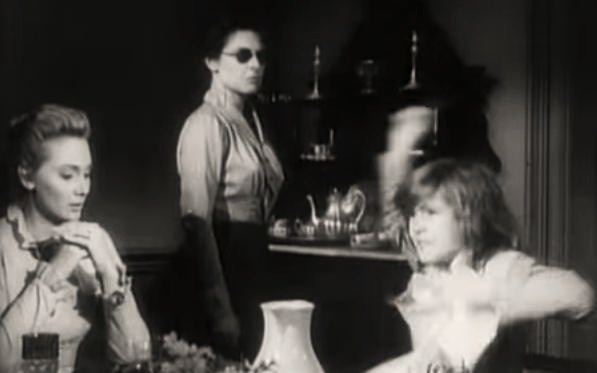
De g. à d. : Inga Swenson, Anne Bancroft et Patty Duke, dans Miracle en Alabama (1962)

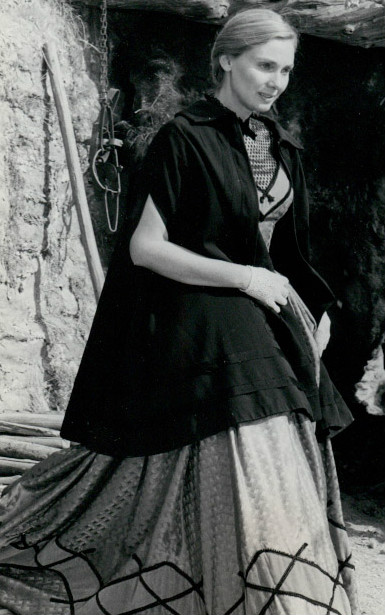
Dans la série Sara (1976)

### Cinéma (intégrale)
- 1962 : Tempête à Washington (Advise and Consent) d'Otto Preminger : Ellen Anderson
- 1962 : Miracle en Alabama (The Miracle Worker) d'Arthur Penn : Kate Keller
- 1976 : Viol et Châtiment (Lipstick) de Lamont Johnson : Sœur Monica
- 1978 : Betsy (The Betsy) de Daniel Petrie : Mme Craddock
- 1980 : La Fureur sauvage (The Mountain Man) de Richard Lang : une chanteuse au rassemblement de montagnards

### Télévision (sélection)
Séries
- 1962 : Les Accusés (The Defenders)
  - Saison 1, épisode 21 La Chambre verrouillée (The Locked Room) de David Greene : Claire Stafford
- 1962 : Le Jeune Docteur Kildare (Dr. Kildare)
  - Saison 2, épisode 7 Breakdown de Lawrence Dobkin : Paula Waller
- 1962-1963 : Bonanza
  - Saison 3, épisode 29 Inger, My Love (1962) de Lewis Allen : Inger Borgstrom
  - Saison 5, épisode 8 Journey Remembered (1963) : Inger Borgstrom Cartwright
- 1976 : Sara
  - Saison unique, épisode 4 Sod House Woman : Henrietta
- 1976-1978 : Barnaby Jones
  - Saison 4, épisode 16 The Lonely Victims (1976) : Ann Hobson
  - Saison 7, épisode 4 Hitch-Hike to Terror (1978) de Walter Grauman : Marie Barrett
- 1978 : Vegas (Vega$)
  - Saison 1, épisode 8 The Pageant de Lawrence Dobkin : la productrice
- 1978-1979 : Soap
  - Saison 1, épisodes 15 à 19, 23 et 24 (sans titres) : Ingrid Swenson
  - Saison 2, épisode 18 (sans titre) : Ingrid Swenson
- 1985-1986 : Nord et Sud (North and South), mini-série
  - Saison 1 (North and South I), intégrale, épisodes 1 à 6 : Maude Hazard
  - Saison 2 (North and South II: Love and War), intégrale, épisodes 1 à 6 : Maude Hazard
- 1988 : Hôtel (Hotel)
  - Saison 5, épisode 13 Till Death Do Us Part : Sonya Green
- 1989 : Les Craquantes (The Golden Girls)
  - Saison 4, épisode 21 La Petite Sœur de Rose (Little Sister) : Holly

Téléfilms
- 1961 : Victoria Regina de George Schaefer : Lady Jane
- 1967 : Androclès et le Lion (Androcles and the Lion) de Joe Layton : Lavinia
- 1971 : Earth II de Tom Gries : Ilyana Kovalevski
- 1978 : Ziegfeld: The Man and His Women (en) de Buzz Kulik : Nora Bayes
- 1987 : Le Mystère de la baie (Bay Coven) de Carl Schenkel : Matty Kline

## Distinctions (sélection)
- 1964 : Nomination au Tony Award de la meilleure actrice dans une comédie musicale, pour 110 in the Shade.